# Nenad Bilbija
Nenad Bilbija (Celje, Eslovenia, 8 de febrero de 1984) es un jugador de balonmano esloveno del Handball Hannover-Burwedel. Juega en la posición de lateral izquierdo. Mide 2,08 metros y pesa 103 kg.

## Equipos
- RK Celje (2003-2005)
- BM Cangas (2005-2006)
- BM Bidasoa (2006-2007)
- BM Valladolid (2007-2011)
- TSV GWD Minden (2011-2018)
- Handball Hannover-Burwedel (2018- )

## Palmarés
- 1 Copa de Europa (2003/04)
- 1 Recopa de Europa (2008/09)
- 2 Ligas (con RK Celje)
- 1 Copa (con RK Celje)